# Stanislav Khomitch
Stanislav-Adam-Vikenty-Karl Khomitch (Chomicz), né le 27 mars 1864 à Kiev et mort après 1915, est un architecte russe.

## Biographie
Stanislas Vikentievitch Khomitch (Stanislaw Chomicz) naît en 1864 dans une famille de la noblesse polonaise; il est baptisé dans la religion catholique. Dans les années 1870, il vit dans le domaine familial de Borovko. 
Après avoir terminé ses études à l'école moderne (de type Realschule) de Belaïa Tserkov (1884), il entre à l'institut du génie civil de Saint-Pétersbourg. Pendant ses études, il est malade à plusieurs reprises (bronchite, fièvre, engelures). En 1886, il demande à quitter l'institut en deuxième année, travaillant à temps partiel comme tuteur et surveillant, s'occupant d'élèves d'écoles secondaires. Il fait une demande d'obtention de bourse et reprend ses études qu'il termine en 1891 avec le Xe rang dans la table des rangs. Il est nommé comme ingénieur civil auprès du conseil du gouvernement de Tomsk, ville où il s'installe aussitôt. Il s'occupe de constructions techniques pour les prison et au bout de cinq ans travaille pour l'administration de la province. Il est architecte du gouvernement de Tomsk de 1897 à 1903, puis ingénieur civil du gouvernement de Tomsk et architecte de l'éparchie (diocèse) de Tomsk. De plus, il a une clientèle privée.
Il donne sa démission en 1914 et quitte la ville pour une affaire de corruption (délivrance non autorisée de permis de construire). Il est accusé d'avoir enfreint les réglementations en matière d'incendie lors de la délivrance du permis pour la construction du théâtre électrique Zaria près du cirque Izako et d'un musée de cire, ainsi que de falsification de documents pour la construction de la maison du vétérinaire Iassionovski. Il déménage à Saint-Pétersbourg, puis part se faire soigner à Anapa. L'on perd sa trace après 1915.

## Quelques œuvres à Tomsk

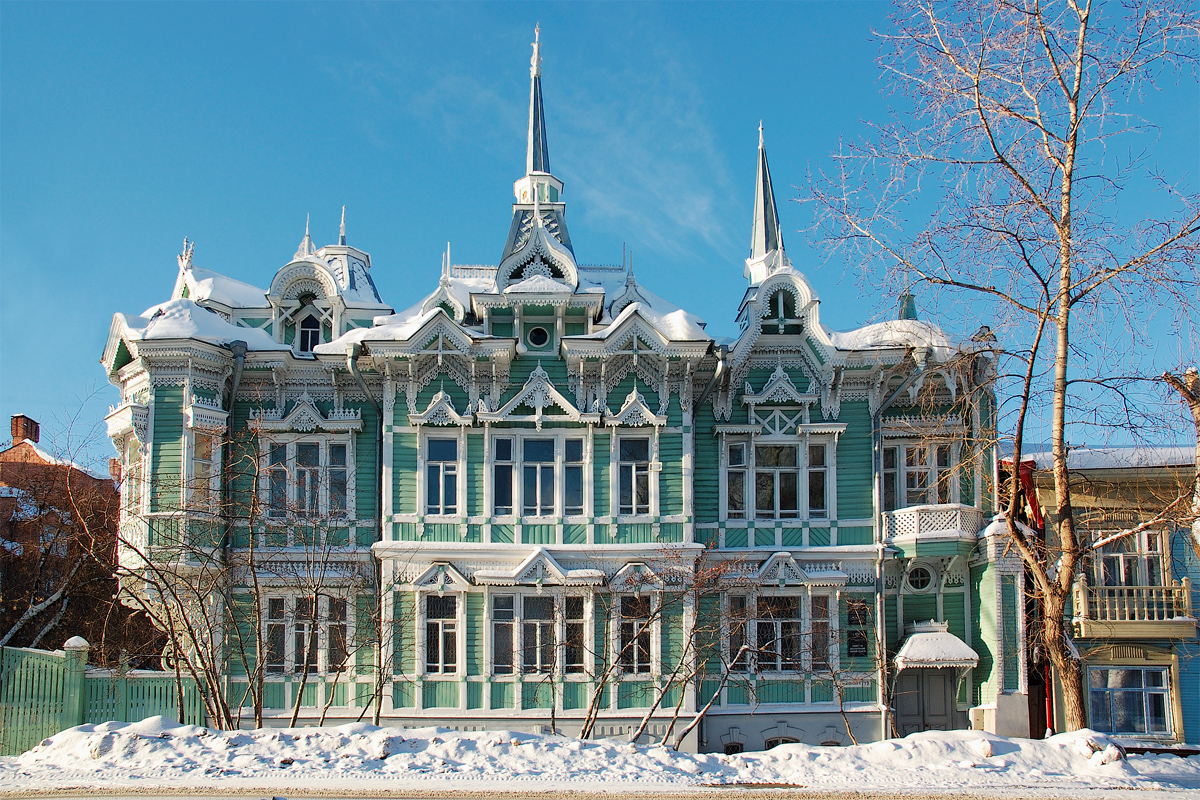
Sa propre maison construite par lui-même.

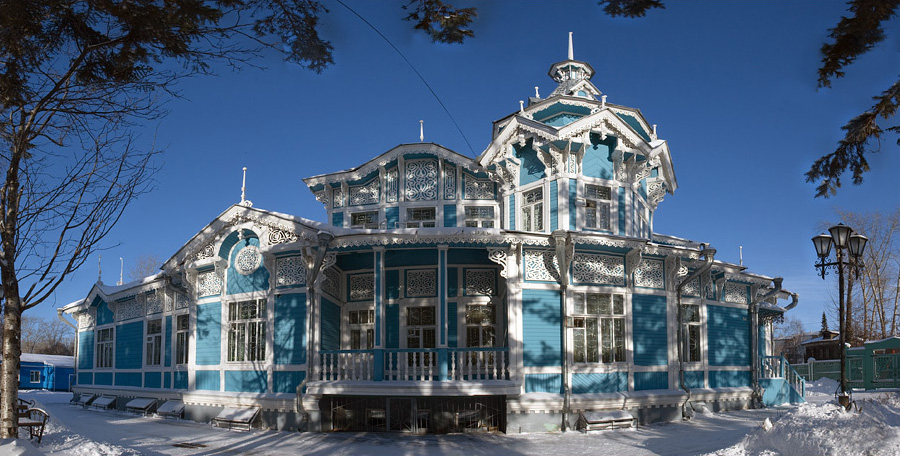
Maison du marchand Gueorgui Golovanov.

- Sa propre maison (rue Belinski, n° 19)[2]
- Maison du marchand Golovanov (rue de l'Armée rouge, n° 71)

### Autres travaux
- Église de la Trinité du village de Viounskoïe (ouïezd de Tomsk);
- Église de l'Épiphanie du village de Kamen (1900);
- Église Saint-Élie du village de Pankrouchikhenskoïe dans l'ouïezd de Barnaoul;
- Église Saint-Alexandre-Nevsky de Biïsk;
- Église Saint-Nicolas du village de Verkh-Anouïskoïe de l'ouïezd de Biïsk;
- Église Saint-Michel-Archange du village d'Oust-Kamenny Istok (Korobeïnikovo aujourd'hui);
- Église  de l'Intercession de Barnaoul;
- Église du Sauveur du village de Spasskoïe dans l'ouïezd de Kaïnsk[3].